# Henry Parnell (1er baron Congleton)
Pour les articles homonymes, voir Parnell.
Henry Brooke Parnel (3 juillet 1776 - 8 juin 1842) est un écrivain irlandais et un homme politique whig. Il est membre des administrations whig dirigées par Lord Grey et Lord Melbourne des années 1830 et publie également publié des ouvrages sur les questions financières et pénales ainsi que sur le génie civil. Il est le grand-oncle du leader nationaliste irlandais Charles Stewart Parnell.

## Jeunesse
Il est le deuxième fils de Sir John Parnell (2e baronnet), chancelier de l'échiquier irlandais et de Laetitia Charlotte, fille de Sir Arthur Brooke, premier baronnet. Son frère cadet William Parnell-Hayes est le grand-père de Charles Stewart Parnell. Il fait ses études au Collège d'Eton et au Trinity College, à Cambridge. En 1801, il hérite des domaines familiaux du comté de Queen's à la mort de son père passant ainsi avant son frère aîné handicapé, conformément à une loi spéciale adoptée par le Parlement en 1789. En 1812, il succède à son frère comme quatrième baronnet de Rathleague.

## Carrière politique
Il représente Maryborough à la Chambre des communes irlandaise de 1798 jusqu'à l'acte d'Union de 1801. En avril de l'année suivante, il est élu au Parlement du Royaume-Uni pour le comté de Queen's, mais renonce à son siège en juillet de la même année, lorsqu'il est élu à Portarlington. Cependant, il démissionne en décembre 1802. En 1806, il est de nouveau élu pour le comté de Queen's et représente la circonscription jusqu'en 1832. En 1828, il préside le Comité spécial de l'état des recettes et des dépenses publiques, qui recommande l'abolition du conseil de la marine, vieux de 280 ans, et la fusion de ses fonctions au sein du conseil de l'amirauté.
C'est sur la motion de Parnell sur la liste civile, que l'administration du duc de Wellington est renversée en 1830. Les Whigs prennent le pouvoir sous Lord Grey et, en 1831, Congleton est admis au Conseil privé et nommé secrétaire à la guerre poste qu'il occupe jusqu'en février 1833. Il démissionne de son siège au Parlement la même année mais revient en 1833 en tant que représentant de Dundee,. Lorsque les Whigs reviennent au pouvoir en avril 1835 sous Lord Melbourne, Parnell est nommé payeur des forces et trésorier de l'ordre et de la marine. Ces postes sont fusionnés pour devenir celui de Paymaster-General en 1836 et Parnell conserve ce poste jusqu'à la chute du gouvernement en 1841. Cette année-là, il est élevé à la pairie sous le titre de baron Congleton, de Congleton, dans le comté de Palatine à Chester.

## Écrits
Lord Congleton est l'auteur de plusieurs volumes et brochures sur des questions liées aux questions financières, le plus important étant celui intitulé On Financial Reform, publié en 1830. Il est l'un des principaux représentants de la soi-disant "école bancaire libre", qui soutient que le meilleur moyen de parvenir à la stabilité monétaire consiste à annuler le monopole de la Banque d'Angleterre sur l'émission de Billet de banque. Ces idées sont défendues par Congleton et d’autres opposées à celles de "Currency school" (qui préconise des restrictions légales sur le montant des billets pouvant être émis, en ce qui concerne leurs dépôts en espèces) et de "Banking School", qui préconie une politique discrétionnaire des banques en matière monétaire. L'influence de la "Free Banking School" diminue considérablement après la mort de Congleton en 1842 et le Bank Charter Act supprime le droit des nouvelles banques d'Angleterre et du pays de Galles d'émettre des billets, consolidant ainsi le monopole de la Banque d'Angleterre auquel Congleton s'est opposé.
Lord Congleton écrit également sur des questions pénales. Dans le domaine du génie civil, il est l'auteur des éditions de 1833 et 1838 de "Un traité sur les routes..." dans lesquelles sont décrits les travaux et les techniques de Thomas Telford.

## Famille
Lord Congleton épouse Caroline Elizabeth, fille de John Dawson, premier comte de Portarlington, en 1801. En 1842, souffrant depuis quelque temps de problèmes de santé et de dépression, il se suicide par pendaison, à l'âge de 65 ans. Son fils aîné, John Parnell (2e baron Congleton), lui succède. Lady Congleton est décédée en février 1861.